# 越剧化装
越剧化装在中国戏曲中独树一帜，较昆曲、京剧写实化，越剧化装既生活化又具备适当的艺术夸张。越剧化装不仅具有传统水粉化装法色彩鲜明的优点，而且学习了电影、话剧化装柔和自然的长处，自然柔和。目前，在越剧中传统的脸谱式化装基本不用。

## 发式与佩饰

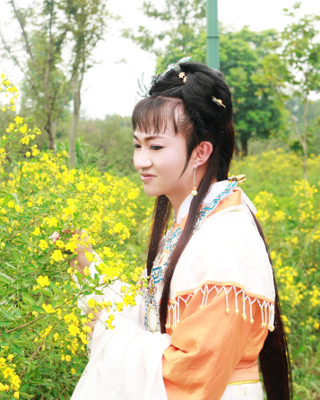
一位作越剧妆扮的戏迷。

越剧化装使用独特的越剧古装头套。越剧古装头套，特别是小旦头套，学习自传统的仕女画。越剧小旦头套，前额为固定的刘海，后脑有长长的发辫，耳旁为固定的鬓角，头套顶端装有各种样式的假髻。地位较高的小姐发髻以正髻、对称髻为主；地位较低的丫鬟发髻则以偏髻、垂髻、联髻为主。
越剧头饰上的戴花以间色为主。越剧的佩饰还有耳环、手镯、如意锁等。

## 髯口
古装戏中多用改良胡，胡须原料以人髮、牦牛毛为主，掺用羊毛。

## 历史
越剧在男班时期，化装比较粗糙。1940年代，越剧化装学习电影、话剧，改用油彩化装。旧式的水粉化装被新式油彩化装取代，传统的脸谱式化装基本不用。1950年代，为了发式的需要和化装方便，开始制作使用越剧头套。1958年，性格化装法、塑型化装法被引入越剧。